# Shijimiaeoides iburiensis
Shijimiaeoides iburiensis är en fjärilsart som beskrevs av Lindsay Dixon Pryor 1888. Shijimiaeoides iburiensis ingår i släktet Shijimiaeoides och familjen juvelvingar. Inga underarter finns listade i Catalogue of Life.